# Robinson (fiume Stati Uniti d'America)
Il fiume Robinson (in inglese Robinson River) è un fiume nella Contea di Madison nello Stato della Virginia, Stati Uniti d'America. 
Esso è un tributario del Rapidan River.

## Descrizione
Il Robinson scorre in direzione sudest attraverso il White Oak Canyon e Berry Hollow ed è attraversato dalle strade 231, 29 e 15.
Origina nello Shenandoah National Park a circa 3000 m s.l.m. e, dopo alcuni kilometri, vi confluiscono lo Cedar Run e il Negro Run. 
Più a valle, vi confluiscono poi, in ordine, il Rose River, il Quaker Run, il Shotwell Run, il Leathers Run, il Mulatto Run, il White Oak Run, il Deep Run, il Dark Run, il Beaverdam Run e il Great Run. Quindi si unisce allo Rapidan River.
Un tratto di 31 km del fiume, da Syria a Locust Dale, presenta rapide di Classe II, con un gradiente medio di 2,8 m/km.
Nell'area di Syria, sia il Rose River sia il Robinson River sono ripopolati dallo Stato della Virginia con Rainbow trout (trota arcobaleno) e Brook trout (salmerino di fontana).